# Beziehungen zwischen Sri Lanka und den Vereinigten Staaten

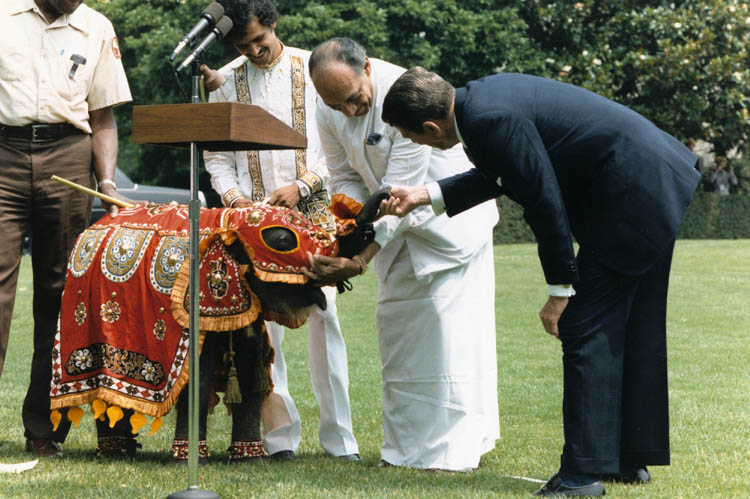
Präsident Jayewardene von Sri Lanka überreicht Präsident Reagan ein Elefantenbaby bei einem Staatsbesuch 1984. Jayewardene galt als enger US-Verbündeter.

Die Beziehungen zwischen Sri Lanka und den Vereinigten Staaten bezeichnen das zwischenstaatliche Verhältnis zwischen Sri Lanka und den Vereinigten Staaten von Amerika. Beiden Staaten unterhalten seit der Unabhängigkeit Sri Lankas im Jahr 1948 enge diplomatische, wirtschaftliche und kulturelle Kontakte. Die USA waren eines der ersten Länder, welches die Unabhängigkeit Sri Lankas anerkannte und eröffnete ein Jahr später eine Botschaft in dem Land, wonach sich freundschaftliche Beziehungen entwickelten.
In den frühen Jahren unterstützten die USA den wirtschaftlichen Aufbau Sri Lankas über Programme der Entwicklungszusammenarbeit. Nach den marktwirtschaftlichen Reformen von 1977 stiegen die Exporte Sri Lankas stark an und seit 1979 sind die USA der wichtigste Abnehmer sri-lankischer Exportgüter. Zu den Hauptexportgütern Sri Lankas in die USA zählen Bekleidung, Tee, Gummi und Gewürze.
Während des langwierigen Bürgerkriegs (1983–2009) verschlechterten sich die Beziehungen zeitweise. Gegen Ende des Krieges verschärften die USA ihre Kritik an Menschenrechtsverletzungen, und die Administration Obama drängte auf internationale Untersuchungen und Versöhnung. Die Regierung unter Präsident Mahinda Rajapaksa lehnte dies als Einmischung ab und wandte sich geopolitisch und wirtschaftlich daraufhin stärker der Volksrepublik China zu. Versteckt sollen die USA allerdings die Regierung beim Kampf gegen die Tamil Tigers unterstützt haben.
Nach dem Ende des Bürgerkriegs versuchten beide Seiten, die Zusammenarbeit neu zu beleben. Unter Präsident Maithripala Sirisena ab 2015 intensivierten sich die Kontakte wieder: US-Außenminister John Kerry reiste 2015 nach Sri Lanka und kündigte technische Hilfe sowie gemeinsame sicherheitspolitische Initiativen an. Im November 2020 besuchte US-Außenminister Mike Pompeo Sri Lanka und bezeichnete die USA ausdrücklich als verlässlichen „Freund“, während er die wachsende chinesische Einflussnahme kritisiert.
Wirtschaftlich gilt die USA als einer der wichtigsten Partner Sri Lankas. So belief sich der bilaterale Warenhandel im Jahr 2024 auf rund 3,4 Milliarden US-Dollar: Die US-Exporte nach Sri Lanka betrugen etwa 368,2 Millionen US-Dollar, die Importe aus Sri Lanka rund 3,0 Milliarden US-Dollar. Seit 1948 haben die USA über 2 Milliarden US-Dollar an Entwicklungshilfe an Sri Lanka geleistet, unter anderem etwa 135 Millionen US-Dollar für den Wiederaufbau nach dem verheerenden Tsunami von 2004. 
Die USA unterhalten in Sri Lanka eine Botschaft in Colombo. Umgekehrt hat Sri Lanka in den Vereinigten Staaten eine Botschaft in Washington, D.C. sowie Generalkonsulate in Los Angeles und New York City. In den USA gibt es eine Sri Lankische Diaspora mit einer Größe von knapp 85.000 Personen (2023), die häufig in Großstädten wohnt und gut ausgebildet ist. Im Gegenzug besuchen viele US-amerikanische Touristen Sri Lanka. Schon im 19. Jahrhundert nahm der Amerikaner Henry Steel Olcott großen Einfluss auf die Gesellschaft Sri Lankas, indem er den Buddhismus im Land wiederbelebte.